# Brognon (Ardenas)
Brognon é uma comuna francesa na região administrativa de Grande Leste, no departamento das Ardenas. Estende-se por uma área de 7,38 km². Em 2010 a comuna tinha 150 habitantes (densidade: 20,3 hab./km²).